# Liste des maires de Montreuil-sur-Mer
La liste des maires de Montreuil-sur-Mer présente la liste des maires de la commune française de Montreuil-sur-Mer, située dans le département du Pas-de-Calais en région Hauts-de-France (Nord-Pas-de-Calais jusqu'en 2015).

## Liste des maires

### Sous l'Ancien Régime
| Période                                  | Période | Identité                         | Étiquette | Qualité                                                                 |
| ---------------------------------------- | ------- | -------------------------------- | --------- | ----------------------------------------------------------------------- |
| Les données manquantes sont à compléter. |         |                                  |           |                                                                         |
| 1779                                     | 1785    | Antoine François Marie de Bernes |           | Chevalier, seigneur châtelain de Longvilliers, Marquise et autres lieux |
| 1785                                     | 1788    | Simon Joseph Moullart            |           | Chevalier, seigneur et baron de Torcy Ancien capitaine de cavalerie     |
| 1788                                     | 1790    | Louis Charles Guéroult           |           | Chevalier, seigneur de Bois-Robert                                      |

### Entre 1790 et 1945
| Période           | Période           | Identité                                      | Étiquette | Qualité |
| ----------------- | ----------------- | --------------------------------------------- | --------- | --- |
| 31 janvier 1790   | 14 novembre 1790  | Jean-Baptiste François Enlart                 |           | Avocat |
| 15 novembre 1790  | 13 novembre 1791  | Joseph François Nicolas Hacot                 |           | Lieutenant général criminel                                                                                |
| 14 novembre 1791  | 16 décembre 1792  | Jean-Baptiste-Jacques Poultier                |           | Député aux États généraux de 1789                                                                          |
| 16 décembre 1792  | 29 septembre 1793 | Claude Dodenfort                              |           | |
| 29 septembre 1793 | 13 juin 1795      | Nicolas Marie François Alexandre Thueux       |           | |
| 22 septembre 1796 | mars 1797         | Lefebvre                                      |           | Marchand                                                                                                   |
| mars 1797         | 24 avril 1799     | Louis Antoine Delespine                       |           | |
| 24 avril 1799     | 22 mai 1799       | Jacques François Joseph Robert                |           | |
| 22 mai 1799       | 13 décembre 1799  | M. Poultier                                   |           | Ancien vicaire-épiscopal constitutionnel                                                                   |
| 13 décembre 1799  | 5 juin 1800       | Claude Hacot                                  |           | Brasseur                                                                                                   |
| 5 juin 1800       | 23 avril 1801     | François Boitel                               |           | Ancien conseiller de préfecture Démissionnaire                                                             |
| 26 septembre 1801 | 5 février 1807    | Marie Pascal Maurice de Roussen de Florival   |           | Démissionnaire                                                                                             |
| 3 mars 1807       | 23 avril 1815     | Pierre Antoine François de Lapasture-Verchocq |           | |
| 28 mai 1815       | 14 juillet 1815   | Grégoire Germain Boitel (1769-1845)           |           | Notaire, propriétaire                                                                                      |
| 14 juillet 1815   | 20 juin 1816      | Pierre Antoine François de Lapasture-Verchocq |           | |
| 20 juin 1816      | 13 août 1823      | Claude François Marie Hacot                   |           | Capitaine de gendarmerie en retraite Décédé en fonction                                                    |
| 31 août 1823      | 14 septembre 1830 | Jean-Baptiste Gabriel Brûlé                   |           | Notaire |
| 14 septembre 1830 | 30 septembre 1837 | Grégoire Germain Boitel (1769-1845)           |           | Notaire, propriétaire Conseiller d'arrondissement Démissionnaire                                           |
| 30 septembre 1837 | 1er octobre 1840  | Jean-Baptiste Chomel                          |           | |
| 1er octobre 1840  | 5 octobre 1854    | Auguste Dobercourt                            |           | Propriétaire                                                                                               |
| 25 mars 1855      | 21 janvier 1878   | Émile de Lhomel                               | Droite    | Banquier, propriétaire Député du Pas-de-Calais (1885 → 1889) Conseiller général de Montreuil (1848 → 1886) |
| 21 janvier 1878   | 3 septembre 1885  | Adolphe Capelle                               |           | Ancien notaire Décédé en fonction                                                                          |
| 8 novembre 1885   | 5 mars 1888       | Xavier Manier                                 |           | Décédé en fonction                                                                                         |
| 20 mai 1888       | 23 mars 1892      | Thomas Bénard                                 |           | Capitaine en retraite, ancien adjoint Décédé en fonction                                                   |
| 17 mai 1892       | 21 juin 1915      | Victor Dubourg                                |           | Avoué, ancien premier adjoint Décédé en fonction                                                           |
| 1915              | 1919              | Edmond Dupont                                 | RG        | |
| 1919              | 15 mai 1925       | Léon Fontaine                                 |           | |
| 15 mai 1925       | 19 septembre 1931 | Edmond Dupont                                 | RG        | Conseiller d'arrondissement (1919 → 1931)                                                                  |
| 1931              | 1933              | Émile François Delepierre                     |           | Ingénieur des travaux publics de l'État                                                                    |
| 1933              | janvier 1934      | Jean-Baptiste Malbranque                      |           | Ancien premier adjoint                                                                                     |
| janvier 1934      | septembre 1944    | Paul Lefebvre (1881-1948)                     | Rad.      | Commissaire-priseur, conseiller d'arrondissement                                                           |
| septembre 1944    | 17 mai 1945       | Étienne Sevin                                 |           | |

### Depuis 1945
Depuis l'après-guerre, six maires se sont succédé à la tête de la commune.
| Période         | Période                    | Identité                  | Étiquette    | Qualité |
| --------------- | -------------------------- | ------------------------- | ------------ | --- |
| 17 mai 1945     | 1962                       | Pierre Ledent (1909-1972) | DVD          | Docteur en pharmacie |
| 26 octobre 1962 | mars 1965                  | Henri Flament             |              | Gérant de société |
| mars 1965       | 24 novembre 1972           | Pierre Ledent (1909-1972) | DVD          | Docteur en pharmacie Décédé en fonction                                                                                                |
| décembre 1972   | mars 2008                  | Bernard Pion (1929-2020)  | RPR puis UMP | Commerçant en produits agricoles Conseiller régional du Nord-Pas-de-Calais (1986 → 1992) Conseiller général de Montreuil (1992 → 2015) |
| mars 2008       | 4 avril 2014               | Bruno Béthouart           | DVD          | Professeur des universités Président de la CC du Montreuillois (2008 → 2014)                                                           |
| 4 avril 2014,   | 25 mai 2020                | Charles Barège            | UDI          | Médecin Président de la CC du Montreuillois (2014 → 2016)                                                                              |
| 25 mai 2020     | En cours (au 30 mars 2022) | Pierre Ducrocq            | DVD          | Chef d'entreprise, |

## Conseil municipal actuel
Les 19 sièges composant le conseil municipal ont été pourvus le 15 mars 2020 lors du premier tour de scrutin. Actuellement, il est réparti comme suit : 

## Résultats des élections municipales

### Élection municipale de 2020
À cause de la pandémie de Covid-19, les conseils municipaux d'installation (dans les communes pourvues au premier tour) n'ont pu avoir lieu dans les délais habituels. Un décret publié au JORF du 15 mai 2020 en a ainsi fixé la tenue entre les 23 et 28 mai. À Montreuil-sur-Mer, il a eu lieu le 25 mai 2020.
|                         | Pierre Ducrocq  | DVD         | 478   | 55,13  | 15 | 2 |  |  |
| Ensemble pour Montreuil |                 |             | 478   | 55,13  | 15 | 2 |  |  |
|                         | Bruno Béthouart | DVD         | 389   | 44,86  | 4  | 0 |  |  |
| Montreuil, ma ville !   |                 |             | 389   | 44,86  | 4  | 0 |  |  |
|                         |                 |             |       |        |    |   |  |  |
| Inscrits                | Inscrits        | Inscrits    | 1 492 | 100,00 |    |   |  |  |
| Abstentions             | Abstentions     | Abstentions | 596   | 39,95  |    |   |  |  |
| Votants                 | Votants         | Votants     | 896   | 60,05  |    |   |  |  |
| Blancs                  | Blancs          | Blancs      | 6     | 0,67   |    |   |  |  |
| Nuls                    | Nuls            | Nuls        | 23    | 2,57   |    |   |  |  |
| Exprimés                | Exprimés        | Exprimés    | 867   | 96,76  |    |   |  |  |

### Élection municipale de 2014
| Tête de liste                 | Tête de liste     | Liste          | Premier tour | Premier tour | Second tour | Second tour | Sièges | Sièges |
| Tête de liste                 | Tête de liste     | Liste          | Voix         | %            | Voix        | %           | CM     | CC     |
| ----------------------------- | ----------------- | -------------- | ------------ | ------------ | ----------- | ----------- | ------ | ------ |
|                               | Charles Barège    | DVD            | 606          | 48,75        | 637         | 50,87       | 15     | 6      |
| Montreuil, un cap, une équipe |                   |                | 606          | 48,75        | 637         | 50,87       | 15     | 6      |
|                               | Bruno Béthouart * | DVD            | 336          | 27,03        | 354         | 28,27       | 2      | 1      |
| Montreuil Avenir              |                   |                | 336          | 27,03        | 354         | 28,27       | 2      | 1      |
|                               | André Ducrocq     | DVD            | 301          | 24,21        | 261         | 20,84       | 2      | 0      |
| Montreuil, un nouveau sens    |                   |                | 301          | 24,21        | 261         | 20,84       | 2      | 0      |
|                               |                   |                |              |              |             |             |        |        |
| Inscrits                      | Inscrits          | Inscrits       | 1 656        | 100,00       | 1 656       | 100,00      |        |        |
| Abstentions                   | Abstentions       | Abstentions    | 378          | 22,83        | 381         | 23,01       |        |        |
| Votants                       | Votants           | Votants        | 1 278        | 77,17        | 1 275       | 76,99       |        |        |
| Blancs ou nuls                | Blancs ou nuls    | Blancs ou nuls | 35           | 2,74         | 23          | 1,80        |        |        |
| Exprimés                      | Exprimés          | Exprimés       | 1 243        | 97,26        | 1 252       | 98,20       |        |        |
| * Liste du maire sortant      |                   |                |              |              |             |             |        |        |